# Komáromy Sámuel
Komáromy Sámuel, névváltozatok: Samu, Soma (?, 1802 – Miskolc mellett, 1848. december) drámai színész, vándorszínigazgató.

## Életútja
1833-tól vándorszínész.  Színigazgató volt Győrött, 1834-ben, majd 1841—42-ben társult Szákfy Józseffel és itt működött 1844-ig. 1846-ban Aradon találjuk. 1840–41-ben a Nemzeti Színház tagja is volt és mint ilyent Vörösmarty Mihály is dicsérettel említette, ugyanakkor Franz Mor (Schiller: A haramiák) szerepében megrótta túlzásaiért. 1843-ban a pozsonyi országgyűlési előadásokon nagy sikert aratott. Kassán ő volt Shylock (Shakespeare: Velencei kalmár) első magyar alakítója.  A szabadságharc kitörésekor a színpadról a harctérre ment, tüzér lett és mint tűzmester a Miskolc melletti csatában alig 47 éves korában halt meg. Molnár György így jellemzi: „Igazi született színészegyéniség, a természettől szűken mért külsővel, de annál több, annál bővebb belső kellékekkel, mint hangorgánum, melyben egész zenekar rejlett és amelyből minden szerephez külön-külön hangokat alkalmazhatott, melyek úgyszólván nem az ő, hanem a művészete által megalkotott egyének egyes különálló hangjai voltak, egymáshoz sohasem hasonlók és bármikor oly híven és oly pontosan és mindig ugyanazon egy tónusban hangzók, mintha eme sokféle egyéniségek mind és folyton benső világában éltek volna."
Első neje: Csorba Zsuzsanna, meghalt 55 éves korában, 1872. december 20-án, Marosvásárhelyen. Második neje: Szilvási Eszter, hős- és anyaszínésznő, született 1818-ban, meghalt 1880. március 7-én, Pesten, ennek nővére: Szilvási Eliz.

## Fontosabb szerepei
- Petur (Katona József: Bánk bán)
- Magyar Balázs (Szigligeti Ede: Kinizsi)
- Squers (Dinaux–Lemoine: A londoni koldusok)
- Shylock (Shakespeare: A velencei kalmár)
- Gritti
- Moór Ferenc
- Lázár (Lázár a pásztor)
- Szkir (Londoni koldusok)
- Arthur (Kalmár és tengerész)